# Uewerstad

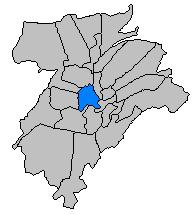
Stadsdelar i staden Luxemburg med Uewerstad markerat

Uewerstad (franska: Ville haute, tyska: Oberstadt, "Höga stan") är en stadsdel i staden Luxemburg i kantonen Luxemburg i landet Luxemburg. Stadsdelen ligger vid sammanflödet av Alzette och Pétrusse, högt upp på klippan Bock. Den omges på tre sidor av raviner, som skapats av dessa floder i kalkstensformationen.
Uewerstad är staden Luxemburgs äldsta och centrala del. Den tillkom parallellt med de i många omgångar byggda Luxemburgs befästningar.
Ursprunget var en korsning av två romerska vägar vid nuvarande Fiskmarknaden: en väst-/östlig väg mellan Soissons (Augusta Suessionum) och Trier (Augusta Treverorum) och en nord-/sydlig väg från Metz (Divodurum Mediomatricorum). Vid Fiskmarknaden har återfunnits rester av ett romerskt vakttorn från 300-talet, och det anses troligt att det också uppförts en romersk befästning på klippan.
Vid mitten av 900-talet utsåg Sigfried, greve av Ardennerna (Sigefroid de Luxembourg), platsen som fästningsplats för sitt nybildade rike. Befästningarna har därefter i omgångar byggts ut under härskare från Burgundernas rike, Habsburgska riket, Spanien, Preussen och Frankrike ända fram till mitten av 1800-talet. Enligt Fördraget i London 1867 mellan bland andra Preussen, Frankrike, Österrike, Storbritannien och Belgien, revs därefter befästningarna i huvudsak under resten av 1800-talet, och staden Luxemburg kunde byggas ut och bli ett samhälle, som präglades mer av civila näringar än under tidigare århundraden.
Gamla stan i Luxemburg, Uewerstad, samt resterna av stadens befästningar utsågs av UNESCO till världsarv 1994.
Uewerstad har drygt 3 400 invånare och inrymmer ett antal prestigebyggnader, torg  och kulturinstitutioner, som Place d'Armes, William II:s plats, Vårfrukatedralen, Storhertigens palats, Statsrådets byggnad, Stadsmuseet och Nationalmuseet för historia och konst.
Två offentliga hissar förbinder stadsdelarna Pafendall och Grund i dalgången nedanför med Uewerstad.

## Bildgalleri

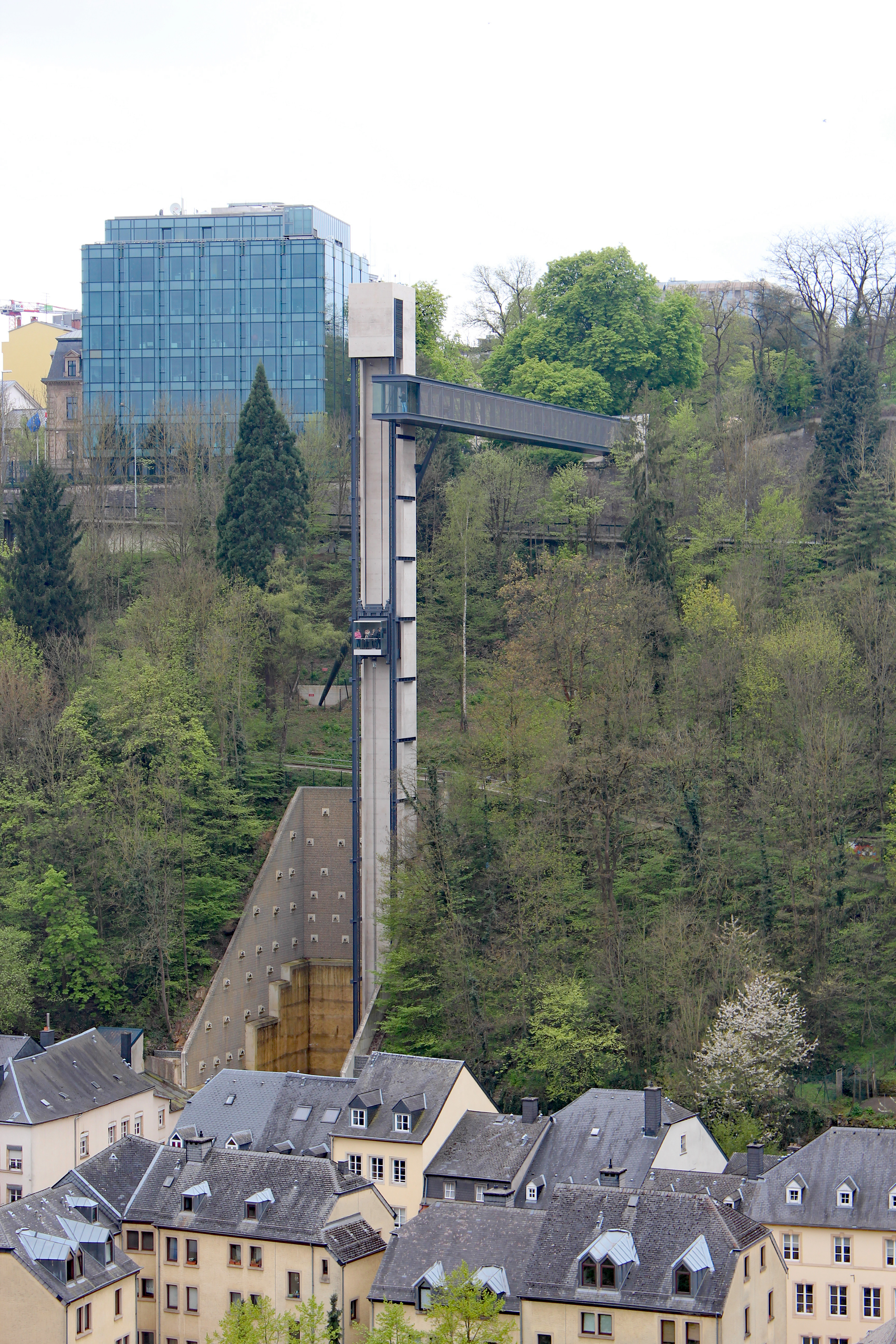
Hissen Pafendall–Uewestad
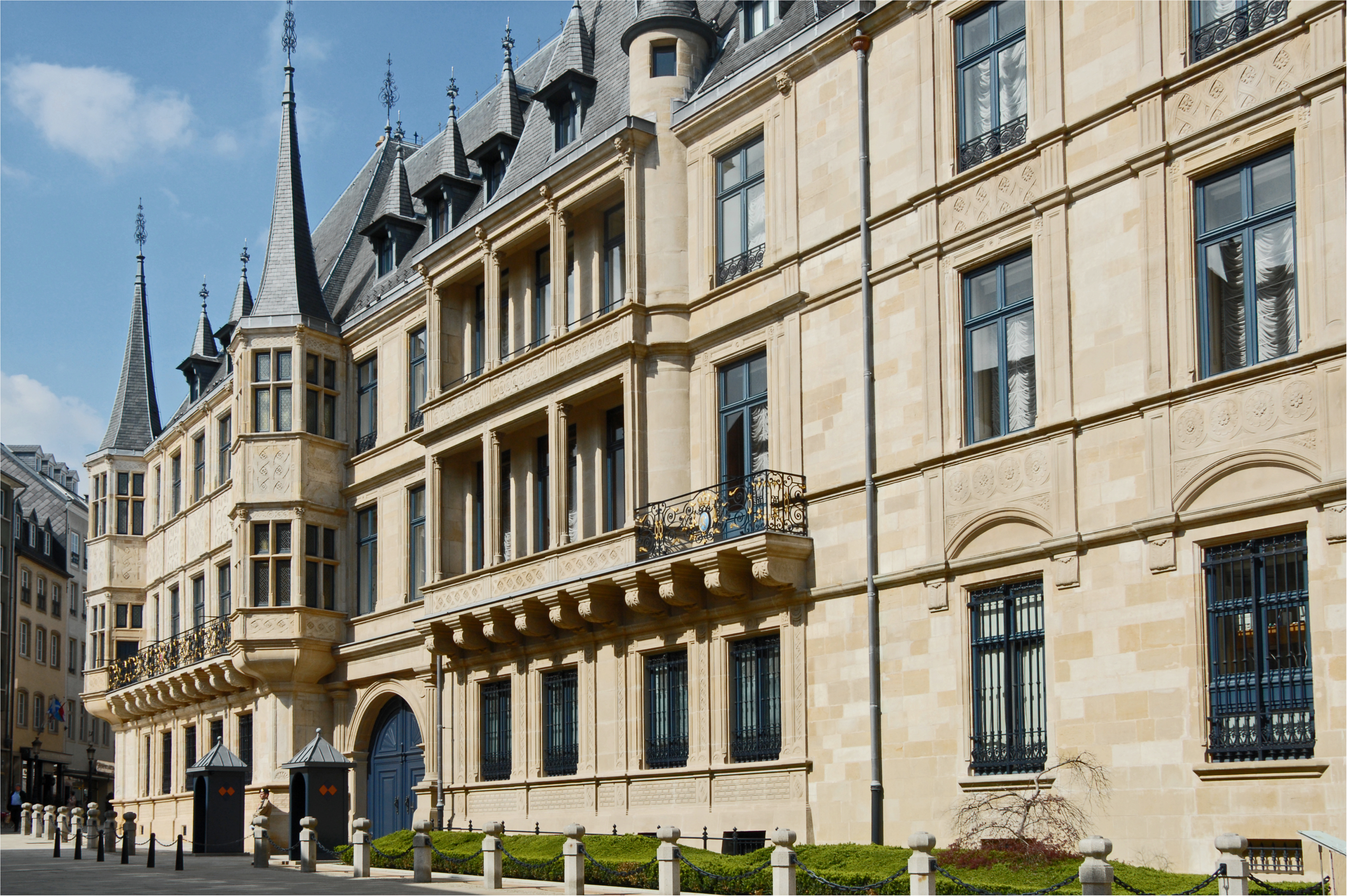
Storhertigens palats
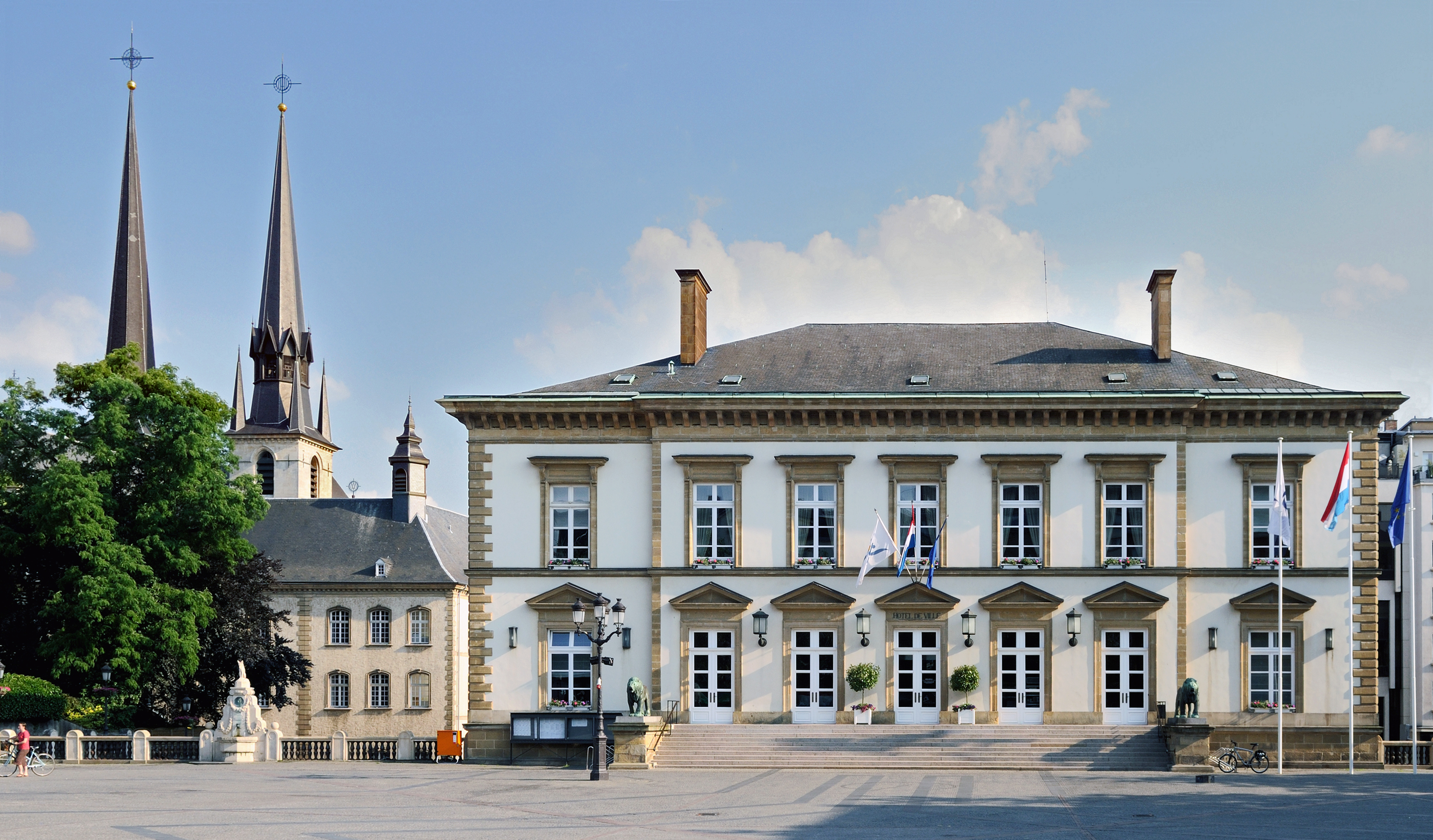
Rådhuset
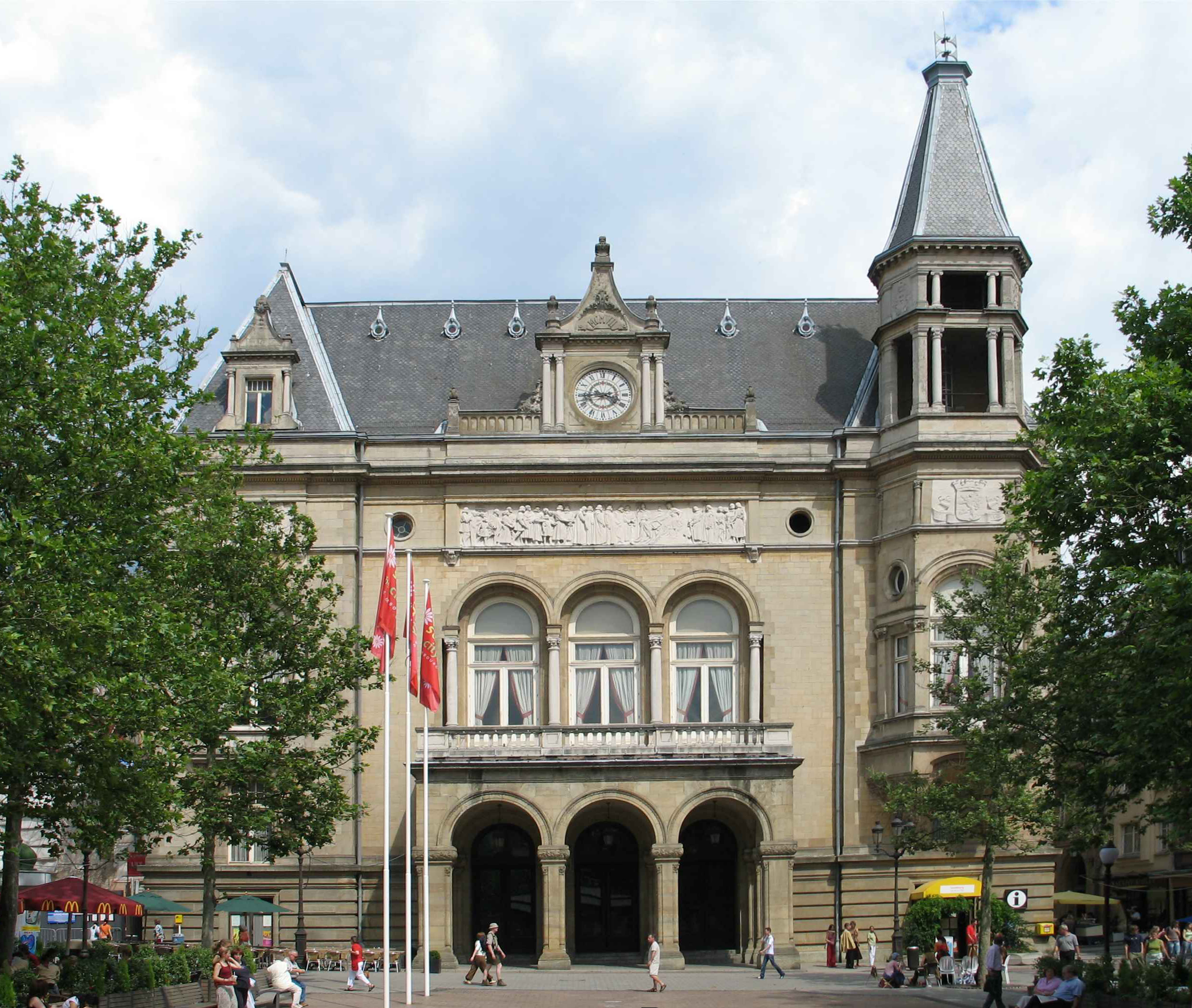
Cercle Municipal vid Place d'Armes
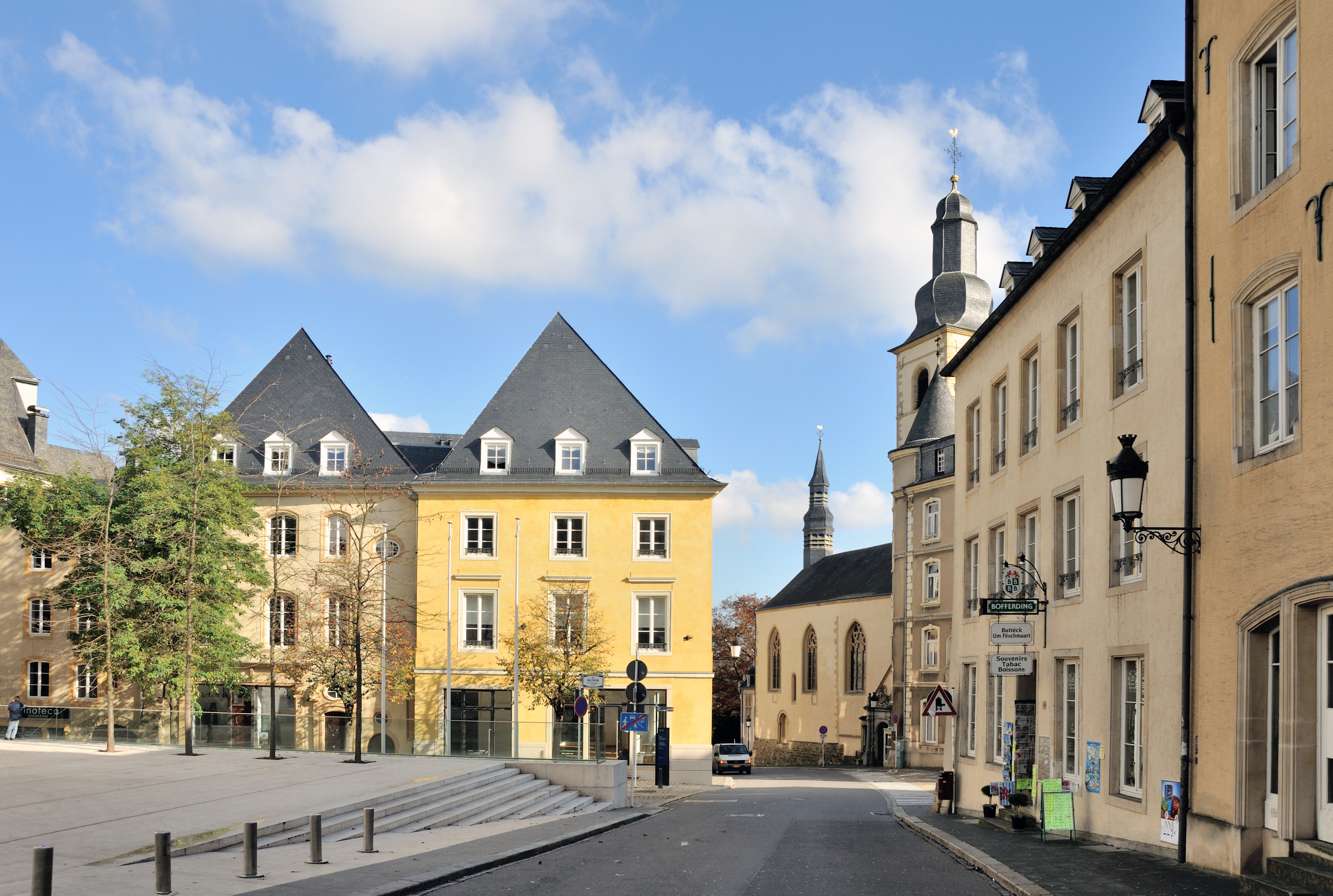
Fiskmarknaden
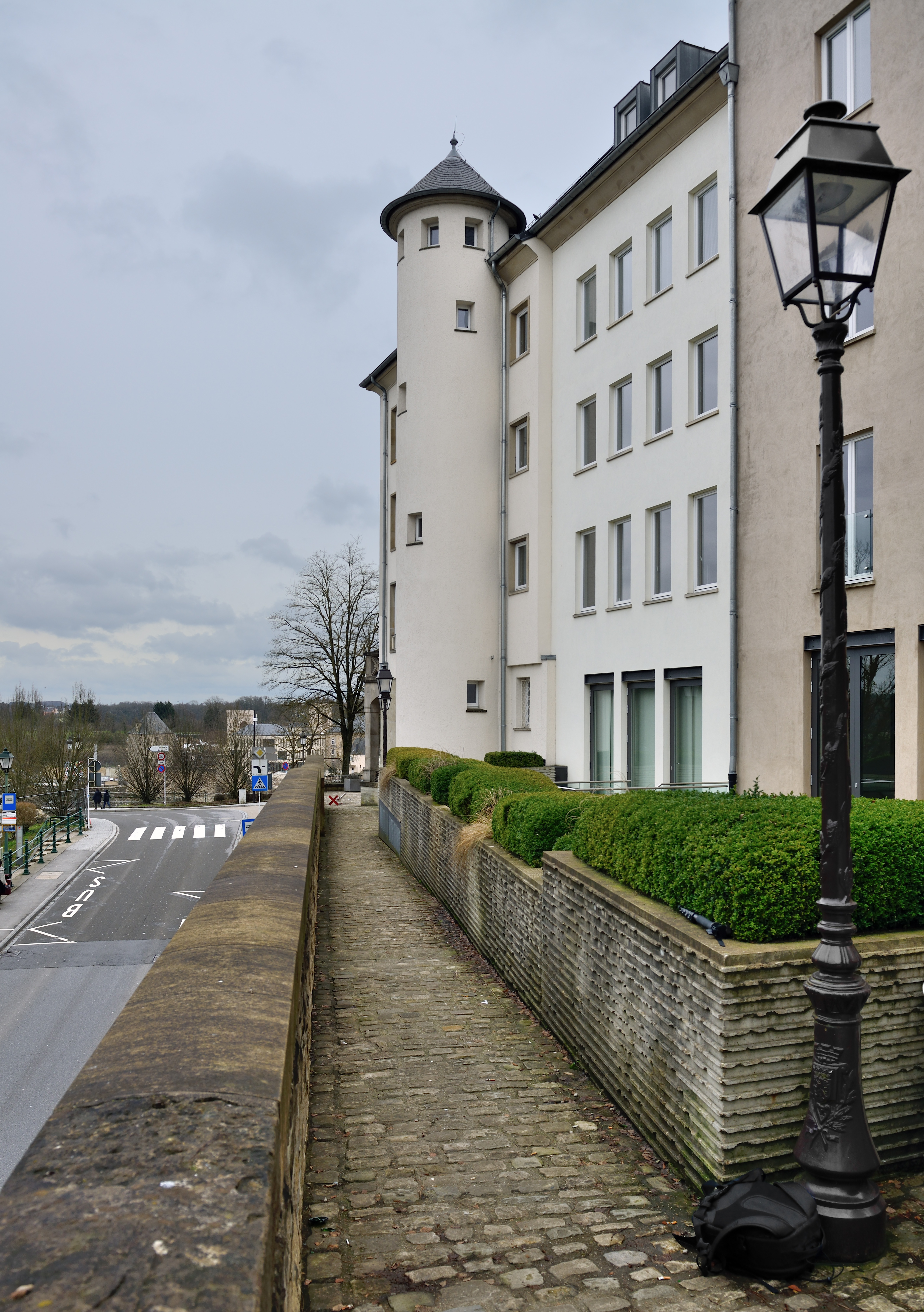
Statsrådets byggnad
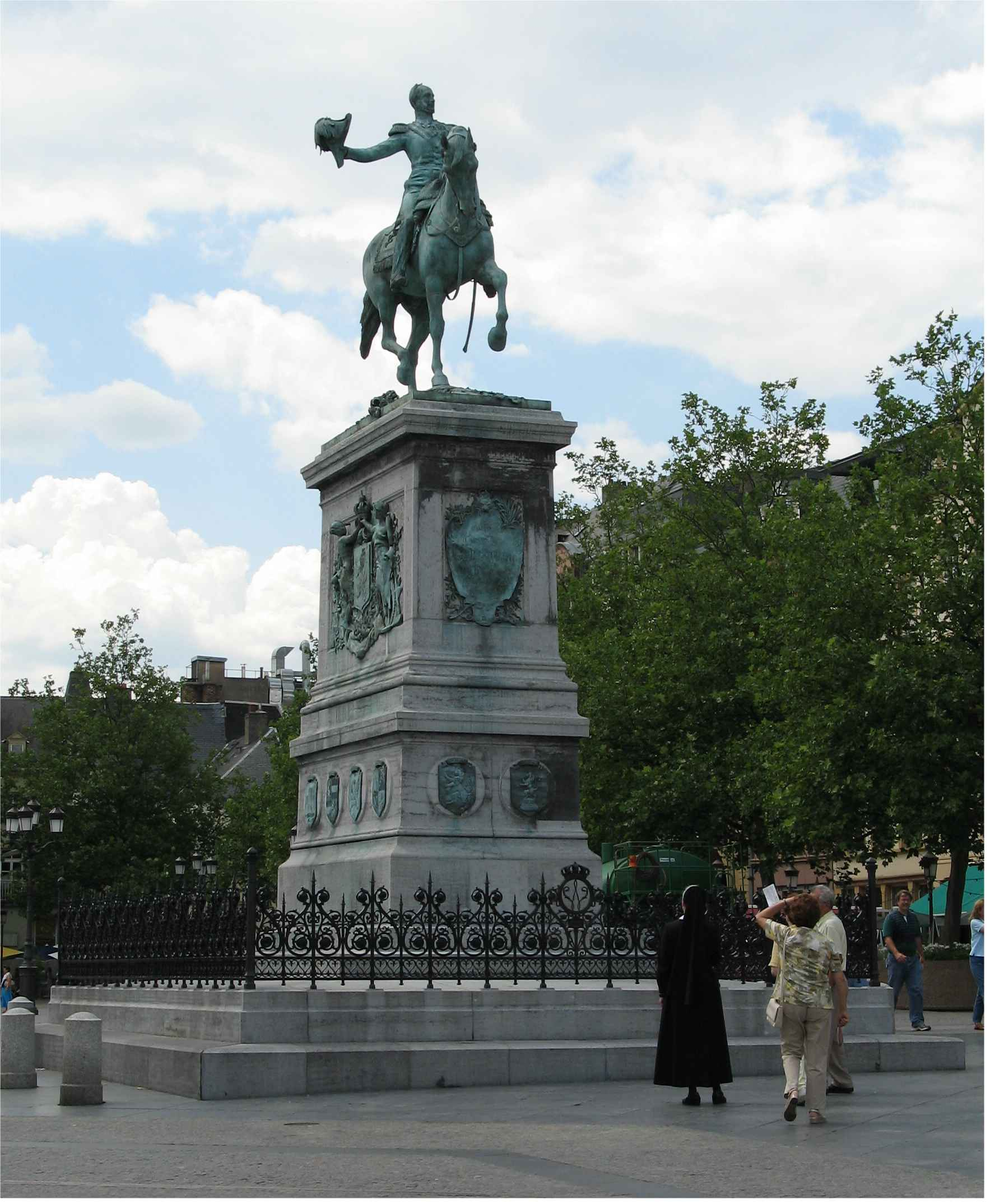
Ryttarstatyn över William II av Nederländerna